# Cichlisuite
Albums de Autechre
« Envane »
(1997) « LP5  »
(1998)
Cichlisuite est un EP du groupe anglais Autechre, sorti sur le label Warp Records en 1997.  Il fait suite à la sortie de l'album Chiastic Slide, paru en février de la même année.

## Pistes
1. "Yeesland" – 6:22
2. "Pencha" – 6:14
3. "Characi" – 7:23
4. "Krib" – 3:11
5. "Tilapia" – 6:14